# 金剛一智
金剛 一智（こんごう かずとし、1957年〈昭和32年〉4月6日 - ）は、日本の政治家。奈良県宇陀市長（2期）。

## 来歴
奈良県奈良市出身。東大寺学園高等学校、京都大学工学部土木工学科卒業。同大学大学院工学研究科修了。1983年（昭和58年）4月、奈良県庁に入庁。技術者として都市計画や基盤施設の企画整備に携わった。吉野土木事務所所長、河川課長、まちづくり推進局長、知事特命参与などを歴任。
2020年（令和2年）5月15日、宇陀市議会は宇陀市長の高見省次に対する再度の不信任案を可決。地方自治法の規定により高見は同日付で失職。
高見の失職に伴って6月28日に行われた市長選挙に自民党・国民民主党・立憲民主党の推薦を受けて立候補。高見との一騎打ちを制し初当選した。
※当日有権者数：25,805人 最終投票率：62.81%（前回比：-9.96pts）
| 候補者名 | 年齢 | 所属党派 | 新旧別 | 得票数   | 得票率 | 推薦・支持                                 |
| -------- | ---- | -------- | ------ | -------- | ------ | ------------------------------------------ |
| 金剛一智 | 63   | 無所属   | 新     | 10,625票 | 66.32% | （推薦）自由民主党・国民民主党・立憲民主党 |
| 高見省次 | 60   | 無所属   | 元     | 5,396票  | 33.68% |                                            |

2024年5月12日投開票の市長選挙で前市長の高見ら2人を破り再選。
※当日有権者数：23,817人 最終投票率：69.36%（前回比：+6.55pts）
| 候補者名 | 年齢 | 所属党派 | 新旧別 | 得票数   | 得票率 | 推薦・支持                                         |
| -------- | ---- | -------- | ------ | -------- | ------ | -------------------------------------------------- |
| 金剛一智 | 67   | 無所属   | 現     | 11,130票 | 69.02% | （推薦）自由民主党・立憲民主党・国民民主党・公明党 |
| 高見省次 | 64   | 無所属   | 元     | 3,549票  | 22.01% |                                                    |
| 松下幸治 | 51   | 維新の会 | 新     | 1,445票  | 8.96%  |                                                    |